# غمار شيرازي
غمار شيرازي (الاسم العلمي: Gammarus shirazinus) هو نوع من المفصليات يتبع جنس الغمار من الفصيلة الغمارية. سمي هذا النوع نسبةً إلى منطقة شيراز.